# ترای‌گان
ترای‌گان (ژاپنی: トライガン هپبورن: Toraigan) یک سری مانگای ژاپنی است که توسط یاسوهیرو نایتو نوشته و مصورسازی شده‌است. این مانگا به‌وسیلهٔ انتشارات توکوما شوتن از مارس ۱۹۹۵ تا ژانویه ۱۹۹۷ در مجله شونن کپتِن و به تعداد ۳ جلد تانکوبون به چاپ رسید. سری دوم مانگا با عنوان ترای‌گان ماکزیموم (به ژاپنی: トライガンマキシマム Toraigan Makishimamu) توسط شونن گاهوشا از سال ۱۹۹۷ در مجله یانگ کینگ به چاپ می‌رسد.
بر اساس این دو سری مانگا، یک مجموعه تلویزیونی انیمه ۲۶ قسمتی نیز به کارگردانی ساتوشی نیشیمورا توسط استودیو مدهاوس دستمایه اقتباس قرار گرفت که از آوریل تا سپتامبر ۱۹۹۸ در شبکهٔ تی‌وی توکیو پخش گردید.

## داستان
وش استمپید یک هفت‌تیرکش تحت تعقیب که ۶۰ میلیارد دلار برای سرش جایزه تعیین کرده بودند و این مسئله برایش دشواری‌هایی به همراه داشت که برای رفتن به هر نقطه‌ای مورد تعقیب و تیراندازی قرار می‌گرفت. به دلیل جایزه‌ای که برای سرش داشت، به هر شهری که سفر می‌کرد به خاطر تعقیب کننده‌ها آنجا ویران می‌شد، اما به طور معجزه‌آسایی، هیچ‌کس موفق به کشتنش نمی‌شود. مریل و میلی دو مأمور بیمه بودند که برای یافتن وش فرستاده شدند و او را تحت نظر داشته باشند تا خسارت بیشتری به بار نیاورد. در این بین مریل که رهبری گروه را بر عهده داشت، باور نمی‌کرد مردی که آن‌ها ملاقات کرده‌اند، همان هفت‌تیرکش افسانه‌ای باشد. این مرد جوان مو بلوند که بسیار مهربان، صلح‌طلب، متنفر از خون و خونریزی، بچه‌ننه که شدیداً به دونات علاقه داشت، امکان نداشت که وش استمپید، آن یاغی بدنام باشد.